# Jakub Augustyniak
Jakub Augustyniak (ur. 4 września 2001) – polski lekkoatleta specjalizujący się w biegu na 800 metrów.
Wielokrotny medalista mistrzostw Polski, halowych mistrzostw Polski. Uczestnik EYOF i mistrzostw Europy U18 i U20.

## Osiągnięcia indywidualne
| Rok  | Impreza                                       | Miejsce      | Lokata      |
| ---- | --------------------------------------------- | ------------ | ----------- |
| 2017 | PZLA Halowe Mistrzostwa Polski u18            | Toruń        | 1. miejsce  |
| 2017 | Mistrzostwa Polski u18 w biegach przełajowych | Jelenia Góra | 1. miejsce  |
| 2017 | OOM                                           | Warszawa     | 2. miejsce  |
| 2017 | EYOF                                          | Győr         | 6. miejsce  |
| 2018 | PZLA Halowe Mistrzostwa Polski u18            | Toruń        | 1. miejsce  |
| 2018 | Mistrzostwa Polski u18 w biegach przełajowych | Olszyna      | 2. miejsce  |
| 2018 | Mistrzostwa Europy u18                        | Győr         | 7. miejsce  |
| 2018 | OOM                                           | Chorzów      | 1. miejsce  |
| 2019 | PZLA Halowe Mistrzostwa Polski u20            | Toruń        | 1. miejsce  |
| 2019 | 63. PZLA Halowe Mistrzostwa Polski            | Toruń        | 2. miejsce  |
| 2019 | Mistrzostwa Polski u20 w biegach przełajowych | Olszyna      | 1. miejsce  |
| 2019 | Mistrzostwa Polski u20                        | Racibóż      | 1. miejsce  |
| 2019 | 25. Mistrzostwa Europy u20                    | Borås        | 12. miejsce |
| 2020 | PZLA Halowe Mistrzostwa Polski u20            | Toruń        | 1. miejsce  |

## Rekordy życiowe
| Konkurencja                  | Wynik   | Data             | Miejsce |
| ---------------------------- | ------- | ---------------- | ------- |
| bieg na 400 metrów           | 49,01   | 18 maja 2019     | Toruń   |
| bieg na 600 metrów (hala)    | 1:18.10 | 22 stycznia 2023 | Toruń   |
| bieg na 800 metrów (stadion) | 1:46.72 | 14 czerwca 2022  | Kladno  |
| bieg na 800 metrów (hala)    | 1:47.84 | 26 lutego 2023   | Toruń   |
| bieg na 1000 metrów (hala)   | 2:25,88 | 4 lutego 2018    | Spała   |
| bieg na 1500 metrów          | 3:47,90 | 15 sierpnia 2020 | Gdańsk  |